# San Marino ai XVII Giochi olimpici invernali
San Marino partecipò ai XVII Giochi olimpici invernali, svoltisi a Lillehammer, Norvegia, dal 12 al 27 febbraio 1994, con una delegazione di 4 atleti impegnati in due discipline.
Risale a questa edizione il debutto della nazionale di bob di San Marino. Il bob a due utilizzato da Dino Crescentini e Mike Crocenzi (Jean Pierre Renzi era riserva) è oggi esposto nel museo dello sport e dell'olimpismo presso lo stadio olimpico di Serravalle.

## Risultati

### Sci alpino
| Atleta          | Evento               | Prima manche | Seconda manche | Totale | Totale     |
| Atleta          | Evento               | Tempo        | Tempo          | Tempo  | Classifica |
| --------------- | -------------------- | ------------ | -------------- | ------ | ---------- |
| Nicola Ercolani | Slalom giganteSlalom | DNF          | –              | DNF    | –          |

## Bob
| Bob   | Atleti                         | Evento    | Prima discesa | Prima discesa | Seconda discesa | Seconda discesa | Terza discesa | Terza discesa | Quarta discesa | Quarta discesa | Totale  | Totale     |
| Bob   | Atleti                         | Evento    | Tempo         | Classifica    | Tempo           | Classifica      | Tempo         | Classifica    | Tempo          | Classifica     | Tempo   | Classifica |
| ----- | ------------------------------ | --------- | ------------- | ------------- | --------------- | --------------- | ------------- | ------------- | -------------- | -------------- | ------- | ---------- |
| SMR-1 | Dino Crescentini Mike Crocenzi | Bob a due | 55.36         | 41            | 55.11           | 39              | 55.35         | 41            | 55.43          | 41             | 3:41.25 | 41°        |